# NGC 4990
NGC 4990 (również PGC 45608) – galaktyka soczewkowata (S0), znajdująca się w gwiazdozbiorze Panny. Odkrył ją Heinrich Louis d’Arrest 23 marca 1865 roku.